# KV10

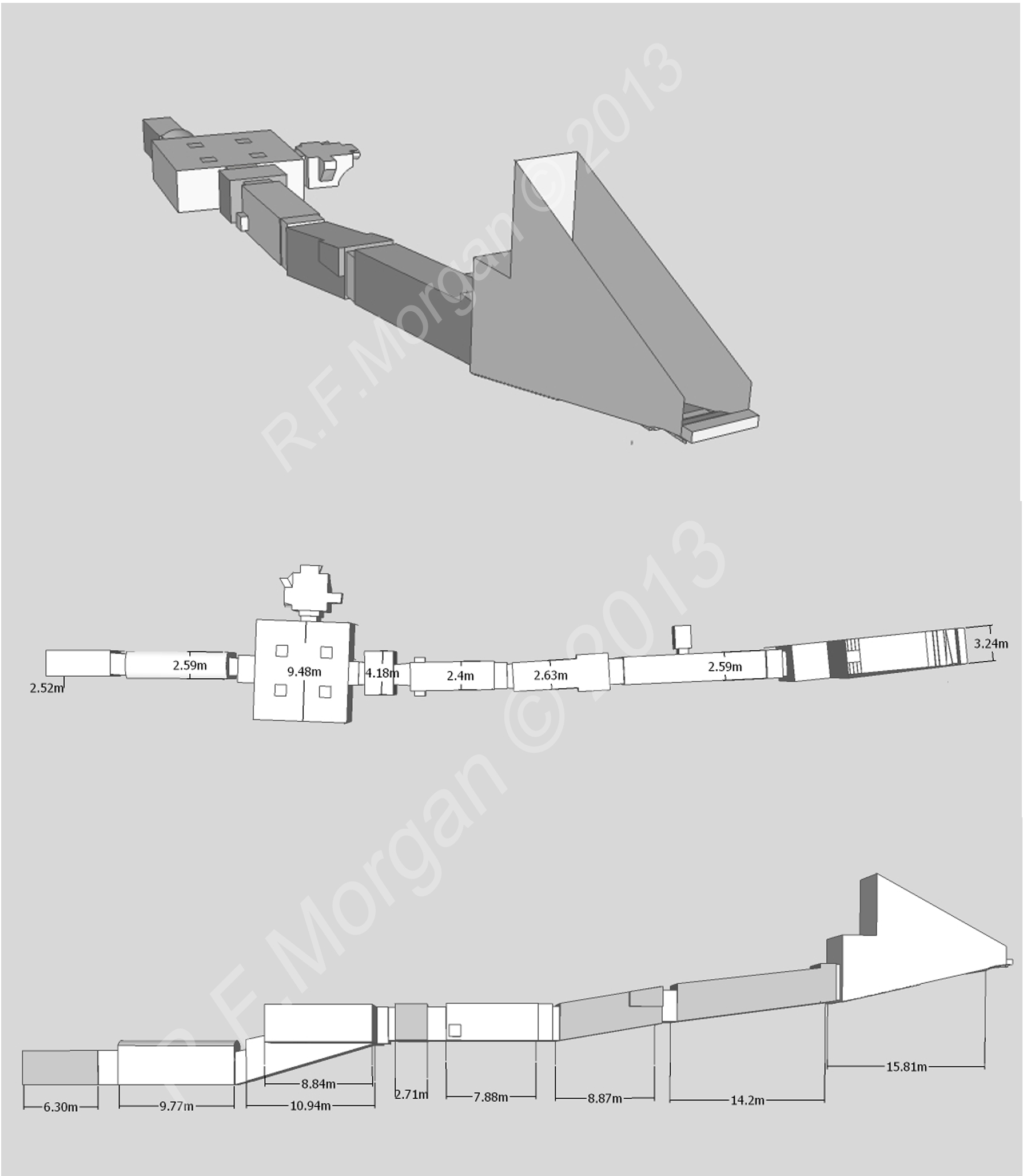
Isometrische Darstellung, Grundriss und Schnittzeichnung des Grabes

Das altägyptische Grabmal KV10 im Tal der Könige wurde ursprünglich als Grabstätte des Pharaos Amenmesse der 19. Dynastie gebaut. Es gibt jedoch keine Anzeichen dafür, dass er tatsächlich hier bestattet wurde.

## Entdeckung
Die Grabstätte wurde bereits im Altertum geöffnet. Zum ersten Mal richtig besucht wurde die Grabstätte von Richard Pococke, der das Grab 1743 auf seiner Karte verzeichnete. Im frühen 19. Jahrhundert erfolgten nähere Untersuchungen durch Jean-François Champollion, Karl Richard Lepsius und Richard Wilkinson. 1883 dokumentierte Eugène Lefébure die Dekorationen des Grabes, die er später auch publizierte. Edward Russell Ayrton legte schließlich 1907 den Eingangskorridor frei. Otto Schaden initiierte ein Grabungs- und Untersuchungsprogramm, das 1992 im Rahmen eines Projektes der Universität von Arizona gestartet wurde.

## Architektur und Dekoration
Die ursprünglich für Amenmesse bestimmte Dekoration des Grabes ist fast mit der aus KV8, dem Grab Merenptahs, identisch. Sie weisen dieselben Eingangsmotive auf: in den ersten beiden Korridoren die Litanei des Re und im dritten Szenen aus dem Amduat. Neben dem Totenbuch finden sich Darstellungen der Gottheiten Re, die vier Horussöhne, Osiris, Isis, Nephthys, Neith, Selket, Anubis und Inmutef. Die Reliefs waren entfernt, neu verputzt und mit Motiven der Tachat und Baketwerel bemalt worden.

## Grabausstattung und Funde
Als Lefébure einen Großteil der sichtbaren Dekorationen abzeichnete, fand er ein Kalksteinfragment, das anfänglich für einen Teil des Sarkophags von Amenmesse gehalten wurde. Die in jüngeren Zeiten freigelegten und entdeckten Objekte stammten aus verschiedenen Zeiten: Uschebti-Figuren von Sethos II., Sarkophagfragmente Ramses VI. sowie weitere Gegenstände aus Nachbestattungen. Howard Carter fand Fragmente von Kanopenkrügen, die eindeutig den Namen Tachat trugen. Ein Stück eines Sarkophagdeckels aus rotem Granit wies ebenfalls den Namen der Gemahlin Merenptahs und vermutlichen Mutter Amenmesses auf.
Trotz intensiver Untersuchungen ist unklar, ob Amenmesse in seinem Grab wirklich bestattet wurde. Gefunden wurden zwei Mumien, von denen angenommen wird, dass es sich hierbei um seine vermutliche Mutter Tachat und seine Gemahlin Baketwerel handelt. In welcher Beziehung beide Frauen wirklich zu ihm standen, lässt sich aus dem für sie zum Teil umdekorierten Grab nicht erschließen.